# Санчо IV (король Кастилії)
Са́нчо IV (ісп. Sancho IV; 12 травня 1258 — 25 квітня 1295) — король Кастилії (1284—1295). Представник кастильської Бургундської династії. Прізвисько — Хоро́брий (ісп. el Bravo)

## Біографія

### Молоді роки
Походив з Бургундської династії. Другий син Альфонсо X Мудрого, короля Кастилії та Леону, й Іоланди Арагонської. Про молоді роки мало відомостей. Ймовірно навчався у Саламанкському університеті. 
У 1275 році під час війни з Гранадським еміратом помирає його старший брат Фердинанд дела Серда. В цей час у країні був відсутній батько Санчо — Альфонс X. Тому стерно влади Санчо вирішив взяти на себе. Проти цього виступила частина грандів, які намагалися зробити спадкоємцями трону Кастилії і Леону нащадків померлого Фердинанда. Тоді Альфонс X вирішив створити окреме королівство в області Хаен для сина Фердинанда дела Серди. Втім внаслідок заколоту Санчо, останній фактично захопив владу, відсторонивши від керування свого батька. У 1280 і 1281 року очолював кампанії проти Гранадського емірату. Така ситуація зберігалася до 1284 року, коли Альфонс X помер.

### Король
Незважаючи на нові спроби з боки прихильників Альфонса, сина Фердинанда дела Серди, вступити в суперечку за трон, Санчо 30 квітня 1284 року коронувався у Толедо. У підтримку Альфонса дела Серди виступив Альфонсо III Арагонський. Втім військові дії у 1288–1290 роках призвели до поразки ворогів Санчо IV. Він також наказав страти 4 тисячі прихильників Альфонса у Бадахосі, 400 — Талавера-де-ла-Рейна й багато інших в Авілі й Толедо.
Після цього зумів запобігти висадці армії султану Фесу з династії Маринідів, яку запросили до себе деякі кастильські гранди. Зрештою здобув значну пошану серед більшості знаті та міст.
Помер 25 квітня 1295 року у Толедо.

## Родина
Дружина: Марія де Моліна (1264–1321), донька інфанта Альфонсо де Моліна
Діти:
- Ізабела (1283–1328), дружина Жана III, герцога Бретані.
- Фернандо IV (1285–1312), король Кастилії та Леону з 1295 до 1312 року
- Альфонсо (1286–1291)
- Енріке (1288–1299)
- Педро (1290–1319), володар Камерос
- Філіпе (1292–1327), володар Кабрери
- Беатриса (1293—1359) — кастильска інфанта, дружина Афонсу IV, короля Португалії.

1-а коханка: Марія де Менесес
Діти:
- Іоланда (д/н—1330), дружина Фердинанда де Кастро
- Тереза (д/н—1304), дружина Хуана Альфонсо, графа Барселуш

2-а коханка: Марія Перес
Діти:
- Альфонсо (1280—?)